# Amblygobius phalaena
Amblygobius phalaena és una espècie de peix de la família dels gòbids i de l'ordre dels perciformes.

## Morfologia
Els mascles poden assolir els 15 cm de longitud total.

## Distribució geogràfica
Es troba des de les Filipines fins a les Illes de la Societat, les Illes Ryukyu, el sud d'Austràlia i Micronèsia.